# ライナーノーツ
ライナーノーツ（英語: liner notes）またはライナーノートは、音楽レコードや音楽CDのジャケットに付属している冊子等に書かれる解説文をいう。通常はアーティスト本人ではなく音楽ライターやレコーディング関係者などによって執筆される。転じて、それらが記載された冊子自体を指す場合もある。元の意味は多くがアルバムジャケットの裏に解説が書かれていたことから、Liner(≑裏地)のNotes(≑文、解説)と呼ばれた。
スリーブノーツ（sleeve notes）またはスリーブノートや、アルバムノーツ（album notes）またはアルバムノートという表現も同義。

## 概要
内容としては、楽曲の音楽的な解説やレコーディングのエピソード、時代背景や影響を受けたと思われるアーティストや作品といったものまで様々である。
主に音楽評論家が書いていることが多いが、音楽に詳しいコラムニスト、そのアーティストに影響を受けた別のアーティストが書いていたりもする。その作品に関わった演奏者や編曲者、プロデューサー、歌手自身が書き記していることもあり、その場合はセルフライナーノーツ（セルフライナーノート）と呼ぶ（特にシンガーソングライターの場合、自身で解説を書くことはよく見られる）。
作品の内容以外にも、その歌手の来歴、音楽的変化、プライベートでの出来事など様々なことが記されている場合があるが、筆者によって取り上げる内容が異なる。　
なお、クラシック音楽のCDの小冊子で作品や作曲家、演奏家についての情報が音楽学者や評論家などによって書かれているが、こちらは「解説」と呼ばれることが多い。